# 高井幾次郎
高井 幾次郎（たかい いくじろう、1947年2月16日 - 1982年5月12日）は、愛知県出身のオートバイ・ロードレース選手。マシン開発ライダーとしてヤマハのワークス活動を支え、身長160cmと小柄ながら500ccや750ccの大排気量マシンを自在に乗りこなしたところから「リトルジャイアント（小さな巨人）」のニックネームで呼ばれた。

## 経歴

### レーシングキャリア
1966年、19歳でロードレースを始める。セニアライセンス（後の国際A級）昇格までは中部スポーツライダースに所属しジュニア125ccクラスへ参戦していたが、1969年、名古屋を拠点に置く「プレイメイト・レーシングチーム」に加入し、セニア250ccクラスへの参戦を開始。1971年の全日本ロードレース選手権・セニア90ccクラスとセニア250ccクラスでランキング2位となる。1972年11月25-26日に行われた第19回マカオグランプリでは、ヤマハ・TR3で参戦し優勝、チームメイトの小田豊が2位に入る1-2フィニッシュを果たし、同イベントのヤマハによる連覇に貢献する。

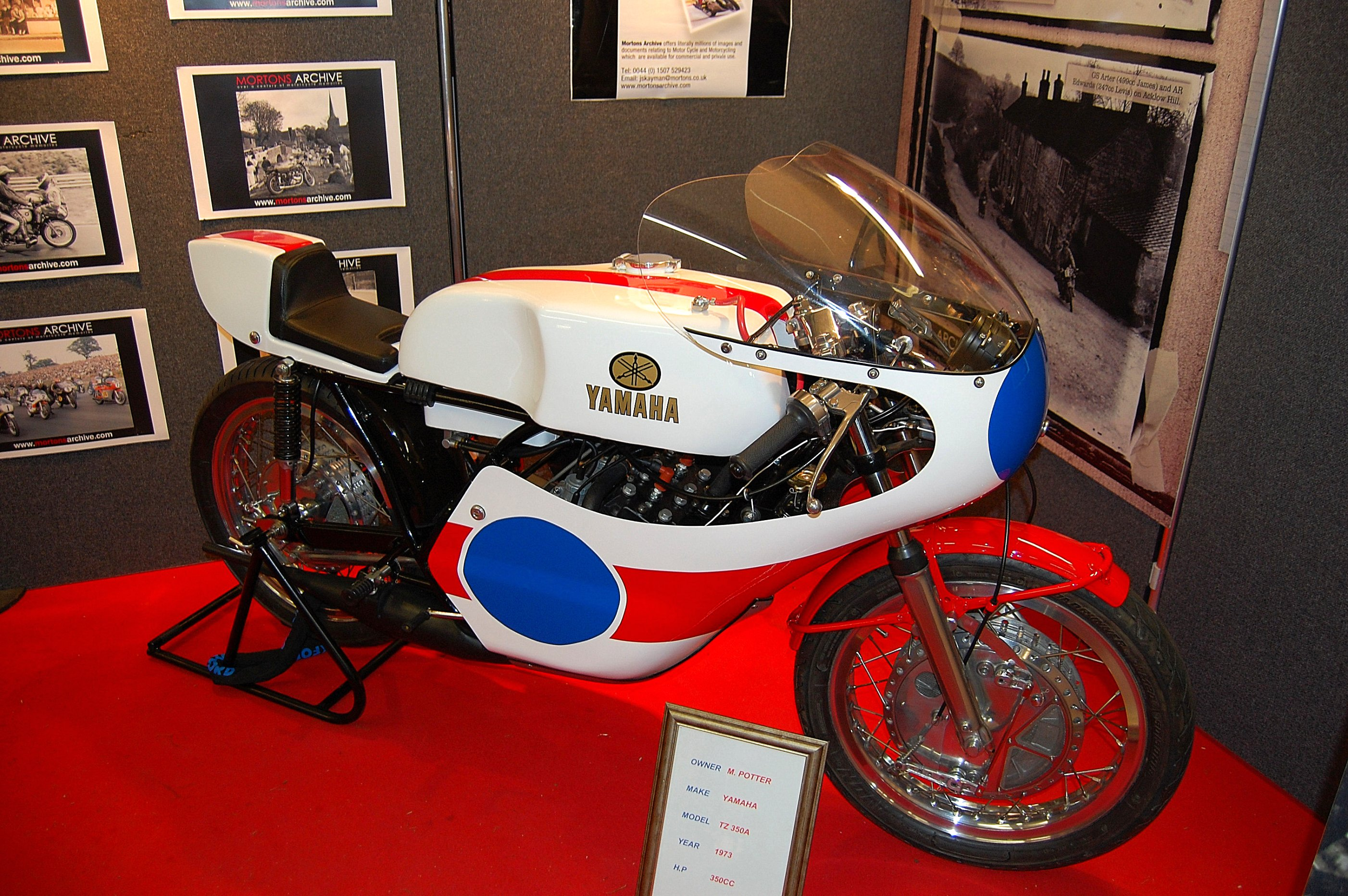
1973年型ヤマハ・TZ350

1973年にヤマハ契約ライダーとなり、1974年と1976年には750ccクラスの全日本タイトルを獲得した。実戦テストを兼ねて出場した1975年の世界グランプリ開幕戦フランスGPではグランプリ初出場ながら250ccクラスで2位表彰台に上る活躍を見せ、また同年にオープンしたスポーツランドSUGOで開催された全日本選手権ではYZR750で全19台中16台を周回遅れにする圧倒的な速さを見せた。
高井がヤマハワークス入りした1973年は、ヤマハが世界グランプリにおけるワークス活動を本格的に再開してYZR500をデビューさせた年であり、高井はワークスマシンの開発ライダーとしても高い評価を得ていた。中でも1978年から3年連続世界王者となったケニー・ロバーツのYZR500の熟成には大きく貢献しており、ロバーツも開発者である高井とそのマシンに信頼を寄せていた。マシン開発の比重が大きくなるにつれてレースの実戦にはスポット参戦が増え、全日本ロードレース選手権でのランキングで目立った成績を残す事が無かったが、出場したレースでは、レーシングライダーとしての実力を発揮し、1981年に鈴鹿サーキットで2分13秒65という当時のコースレコードを記録した。
プレイメイト・レーシングでの後輩も増え、高井の背中を見てレーサーとして成長した鈴木修、木下恵司、奥村裕などが国際A級のトップライダーとなっていく。

### 死去
1982年5月、スポーツランドSUGOでV4エンジンを積んだ新型YZR500（0W61）のテスト中に1コーナーで転倒。頚椎骨折の重傷を負った。救急車で搬送されたが、病院に着く前に息を引き取った。プレイメイト・レーシング監督は河崎裕之が受け継いだ。

### プロショップ高井
実業家として、1976年2月に名古屋市北区を拠点にレザースーツなどのライディングギアのメーカーである「プロショップ高井」を設立、その店舗オープンの日には本橋明泰、金谷秀夫、河崎裕之、毛利良一などヤマハのライダーだけでなく、メーカーの垣根を越えてカワサキの清原明彦、和田正宏も応援に駆け付けるなど人望の厚さを垣間見せた。社長である高井の事故死後も、ヤマハワークスの後輩である木下恵司、平忠彦や奥村裕が同社の革ツナギを愛用、1986年には鈴鹿8耐に参戦するケニー・ロバーツ、WGP参戦中のカルロス・ラバード、レイモン・ロッシュ、ウェイン・レイニー、ジョン・コシンスキーも着用したほか、ホンダに乗る山本陽一や清水雅広も着用するなどトップブランドの地位を確保していたが、1990年代に入り次第に経営が困難になり会社清算後に廃業する。ブランドや用品の事業は、ワイズギアに引き継がれた。

## 主な戦績

### 全日本ロードレース選手権
- 1974年 - 750ccクラス チャンピオン
- 1976年 - 750ccクラス チャンピオン

### ロードレース世界選手権
1969年から1987年までのポイントシステム
| 順位     | 1  | 2  | 3  | 4 | 5 | 6 | 7 | 8 | 9 | 10 |
| ポイント | 15 | 12 | 10 | 8 | 6 | 5 | 4 | 3 | 2 | 1  |

- 凡例

| 年   | クラス | マシン         | 1     | 2     | 3     | 4     | 5     | 6     | 7      | 8     | 9     | 10     | 11    | 12    | 13    | ポイント | 順位 | 勝利数 |
| ---- | ------ | -------------- | ----- | ----- | ----- | ----- | ----- | ----- | ------ | ----- | ----- | ------ | ----- | ----- | ----- | -------- | ---- | ------ |
| 1975 | 250cc  | YZR250（OW17） | FRA 2 | SPA - | GER - | ITA - | IOM - | NED - | BEL -  | SWE - | FIN - | TCH -  | YUG - |       |       | 12       | 15位 | 0      |
| 1979 | 500cc  | YZR500（OW45） | VEN - | AUT - | GER - | ITA - | SPA - | YUG - | NED 14 | BEL - | SWE 8 | FIN -  | GBR - | TCH - | FRA - | 3        | 29位 | 0      |
| 1981 | 500cc  | YZR500（OW54） | AUT - | GER - | ITA - | FRA - | YUG - | NED - | BEL -  | RSM - | GBR 8 | FIN NC | SWE - |       |       | 3        | 21位 | 0      |